# Rio Paranapanema

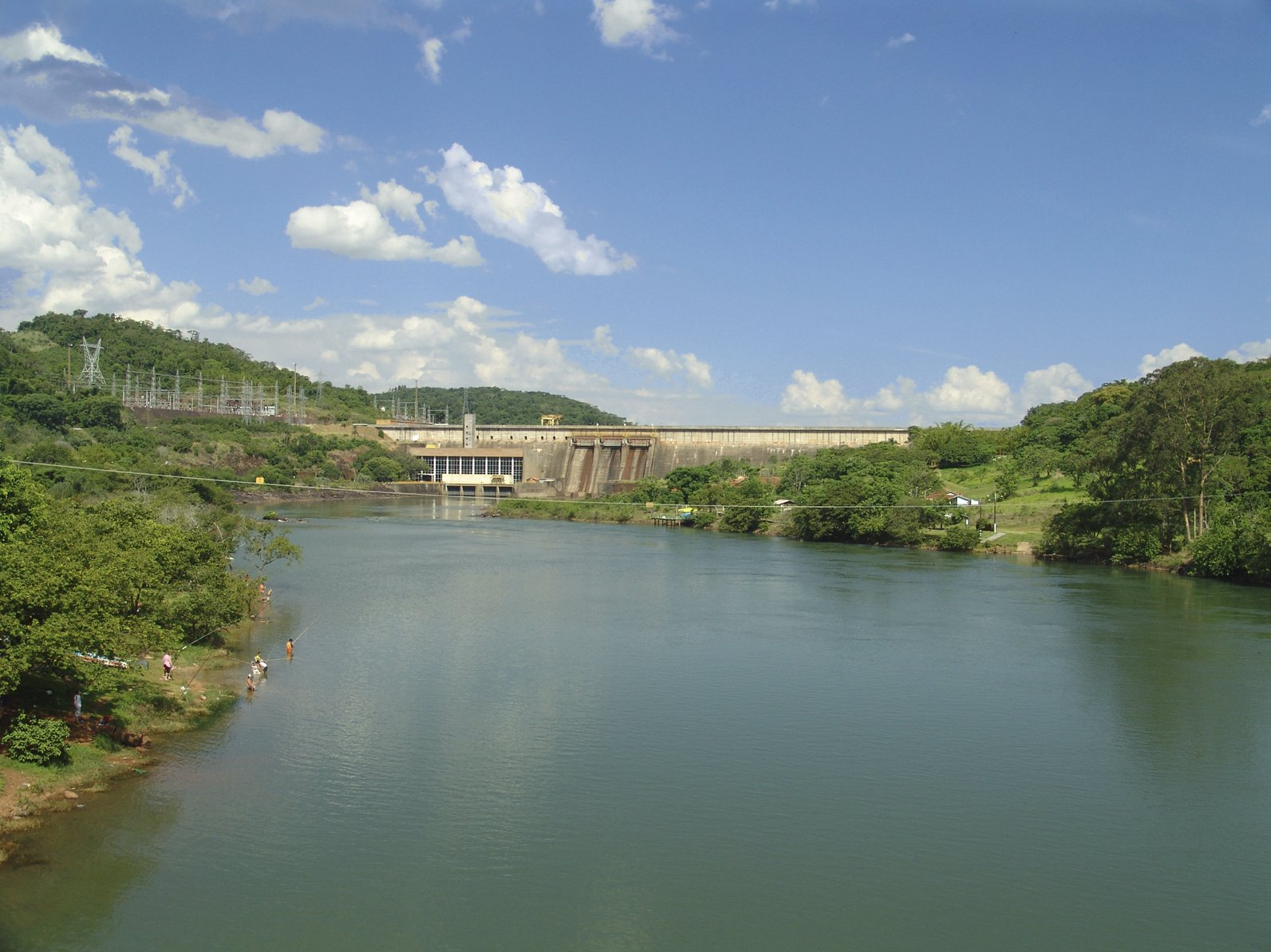
Der Paranapanema mit Stausee und Kraftwerk Jurumirim

Der Rio Paranapanema (kurz Paranapanema) ist ein linker (östlicher) Nebenfluss des Río Paraná in Brasilien. Er entspringt im Bundesstaat São Paulo in der Serra do Paranapiacaba und bildet ab der Mündung des Itararé die Grenze zwischen den Bundesstaaten São Paulo und Paraná. Der Paranapanema hat eine Länge von 900 km.

## Kraftwerke und Stauseen
Flussabwärts gesehen wird der Paranapanema durch die folgenden elf Kraftwerke aufgestaut; acht von ihnen werden durch Rio Paranapanema Energia SA betrieben, einer Tochter von China Three Gorges Corporation.
| Kraftwerk    | Betreiber | Max. Leistung (MW) | Stausee      | Oberfläche (km²) | Volumen (Mio. m³) |
| ------------ | --------- | ------------------ | ------------ | ---------------- | ----------------- |
| Jurumirim    | CTG       | 100,9              | Jurumirim    | 449              | 07.200            |
| Piraju       | CBA       | 080                | Piraju       | 012,75           | 0105              |
| Paranapanema | SCGE      | 031,1              |              |                  |                   |
| Chavantes    | CTG       | 414                | Chavantes    | 400              | 09.400            |
| Ourinhos     | CBA       | 044,1              | Ourinhos     |                  |                   |
| Salto Grande | CTG       | 074                | Salto Grande | 012              |                   |
| Canoas II    | CTG       | 072                | Canoas II    | 022,5            |                   |
| Canoas I     | CTG       | 082,5              | Canoas I     | 030,85           |                   |
| Capivara     | CTG       | 640                | Capivara     | 576              | 11.743            |
| Taquaruçu    | CTG       | 525                | Taquaruçu    | 080,1            |                   |
| Rosana       | CTG       | 354                | Rosana       | 220              |                   |

## Nebenflüsse
Rechte Nebenflüsse sind unter anderem: Rio Guareí, Rio Itapetininga und Rio Turvo.
Linke Nebenflüsse sind unter anderem Rio Itararé, Rio das Cinzas, Rio Tibaji, Rio Pirapó und Ribeirão São Francisco.